# Narpus angustus
Narpus angustus is een keversoort uit de familie beekkevers (Elmidae). De wetenschappelijke naam van de soort werd in 1893 gepubliceerd door Thomas Lincoln Casey.